# 静安雕塑公园
静安雕塑公园一座位于上海市静安区东部的雕塑公园，属于石门二路街道。公园东至成都北路，南至北京西路，西至石门二路，北至山海关路，总占地面积约为6.5万平方米，东面依托交通主干道南北高架路与上海各区域形成紧密联系，向西可步行至南京西路商圈，向东可步行至人民广场，南京东路，北临苏州河。

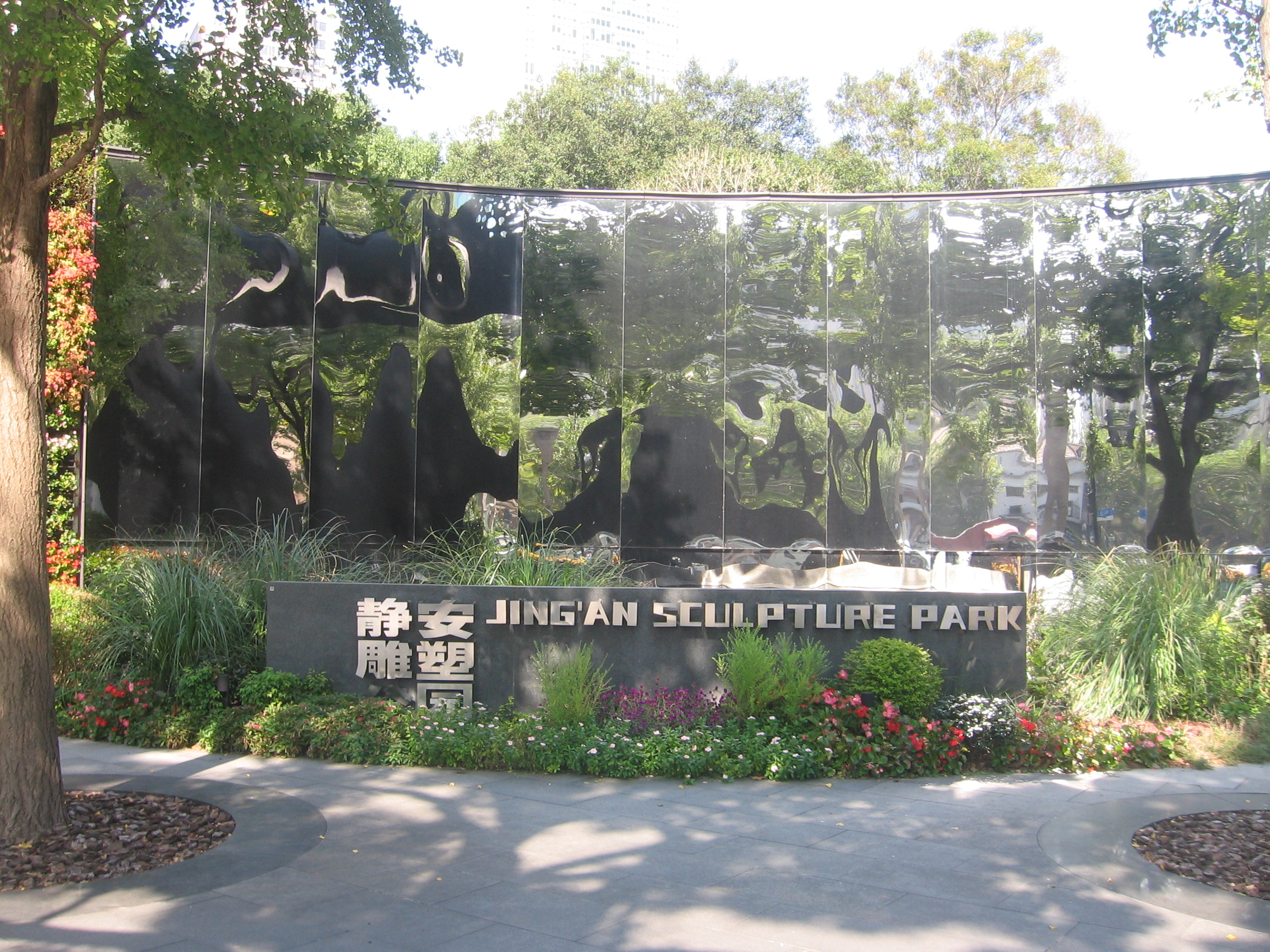
静安雕塑公园

## 历史
静安雕塑公园位于“东八块”地区内，根据官方记录于2002年9月2日启动拆迁，至2003年5月28日已动迁3960户，占总量的96%，此后周正毅东窗事发，导致动迁进展缓慢。2004年2月1日，上海宣布将在中心城区内建设包括静安雕塑公园在内的12个大型绿地。至2004年4月，仍剩余78户居民拒绝签约，一些居民到法院起诉，一些居民至区政府、市政府乃至北京上访。最终，政府方面以“行政裁决程序”强行拆除了剩余的建筑，2004年9月交地。
公园一期，建设面积30000平方米，于2007年10月开工建设，公园一期建成于2008年，2010年4月公园二期项目竣工开园。当年9月，上海世博会期间，公园内举办了一场国际雕塑展。2015年4月公园内新建的新上海自然博物馆正式对外开放。
2022年10月7日，公园正式拆除围墙，24小时开放。

## 园内布局

### 梅园景区
- 运用传统造园的理念，以现代园林表现手法，精心打造了近万平方米的内园，并自然融汇于整个雕塑公园之中。梅园内，设计师将1700余年历史的文化瑰宝“梅花喜神谱”刻于廊壁，再现古人的梅文化艺术瑰宝。

### 长廊南广场
- 在静安雕塑公园靠近1号门附近，是一条百米长的樱花长廊。3月为观赏樱花花期最佳时间。[6]

### 树阵花带区
- 位于公园中间，是引进地中海荚迷、银姬小腊等各种花卉，并利用树阵区域整齐排列了十二条花带，每个季节将以六至七色花卉布置花带。

## 重要设施

### 自然博物馆
上海自然博物馆新馆位于静安雕塑公园内，建筑面积45257平方米，外观形似鹦鹉螺，2015年4月18日开放。

### 变电站
原规划中公园地下有500kV、220kV、110kV三个变电站，后合并为一座大型多等级变电站，最高电压仍为500kV。变电站名为“世博站”，地下建筑面积5.3万平方米，最深处达地下30余米，变电容量540万千伏安。该变电站是为上海世博会以及上海中心城区供电的主要变电站之一。

## 参观信息
- 开放时间：24小时开放
- 交通：地铁1号线新闸路站、13号线自然博物馆站，公交36路、109路、869路、952B线、974路。

## 图片

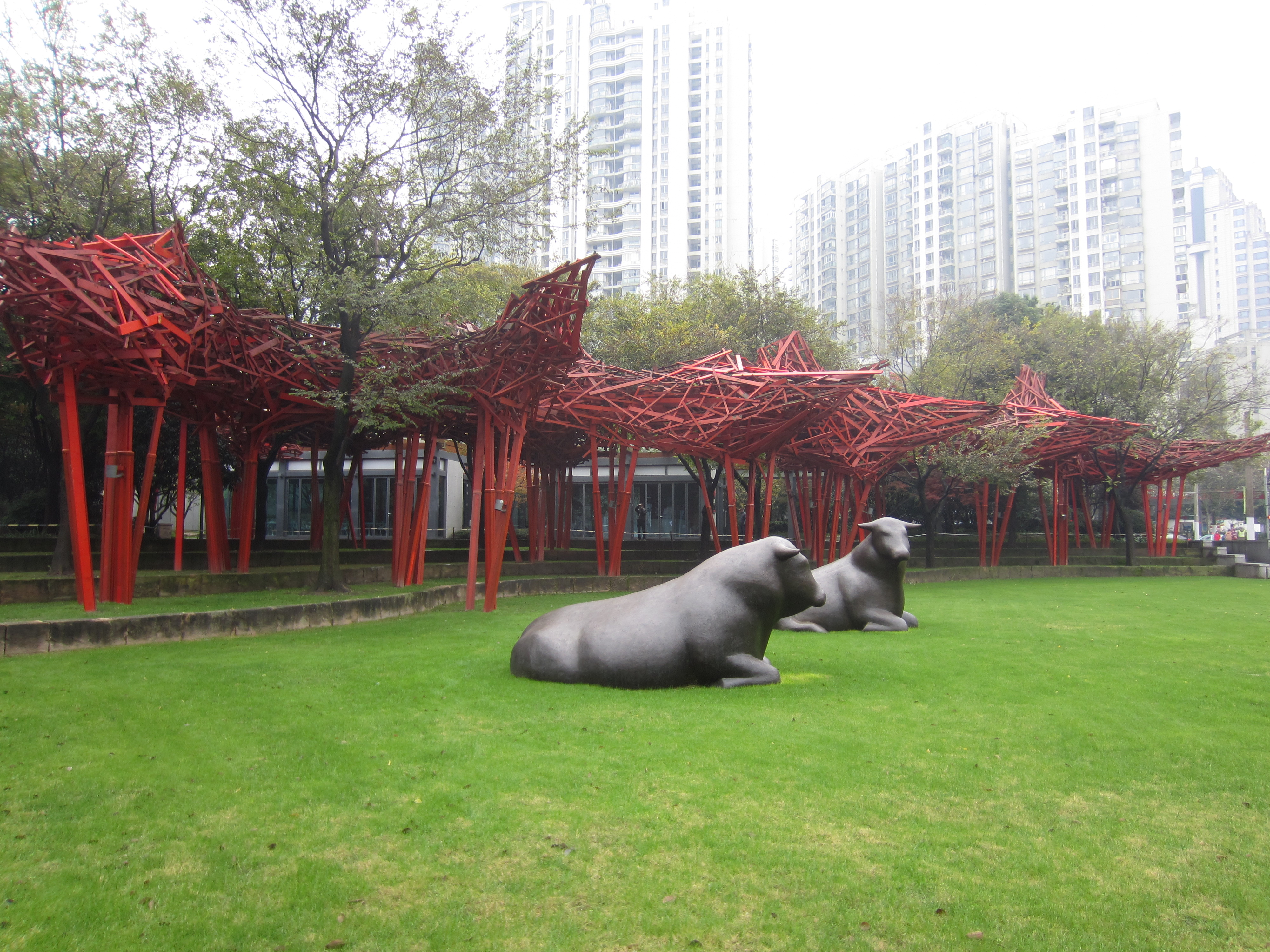
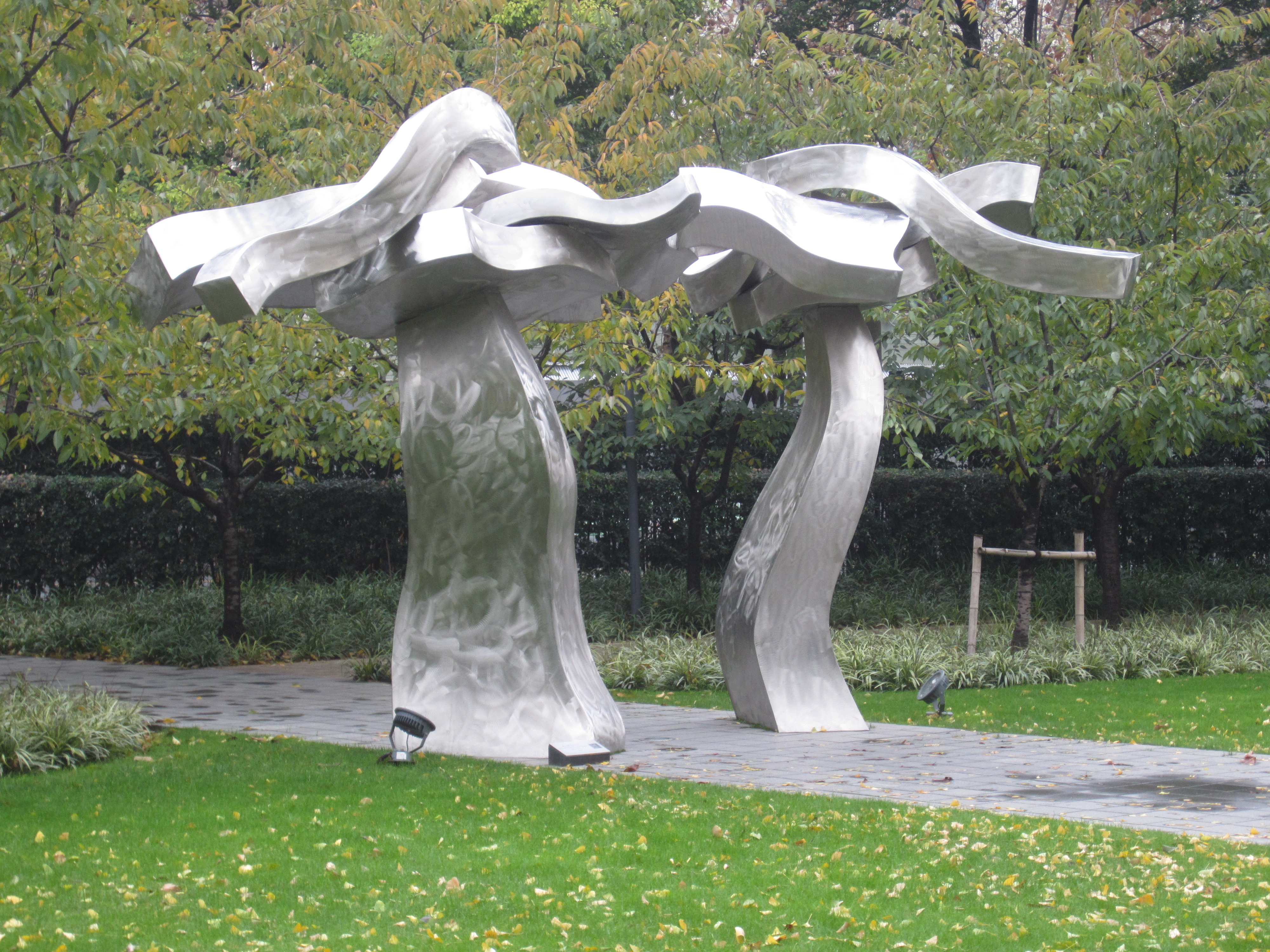
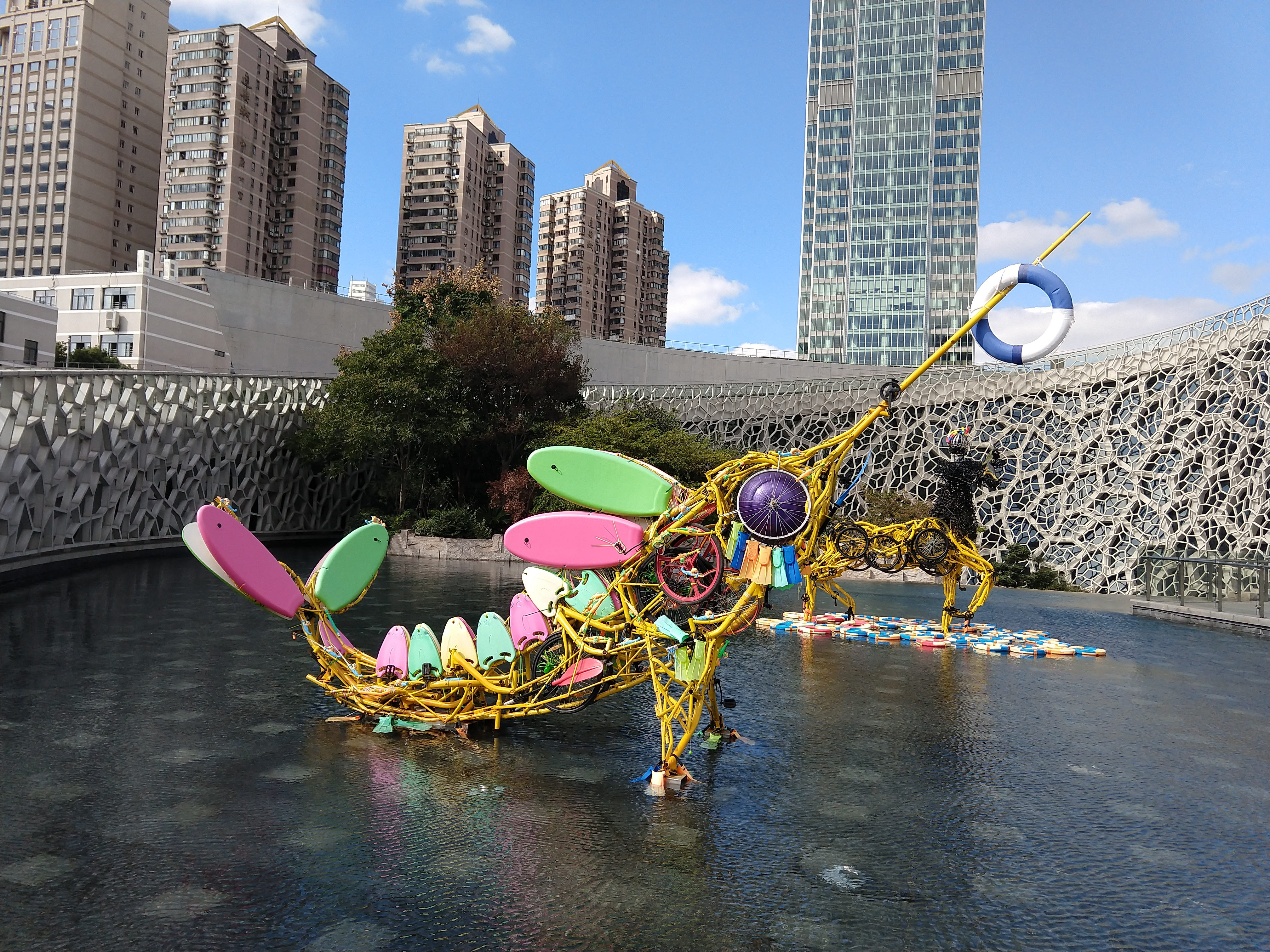
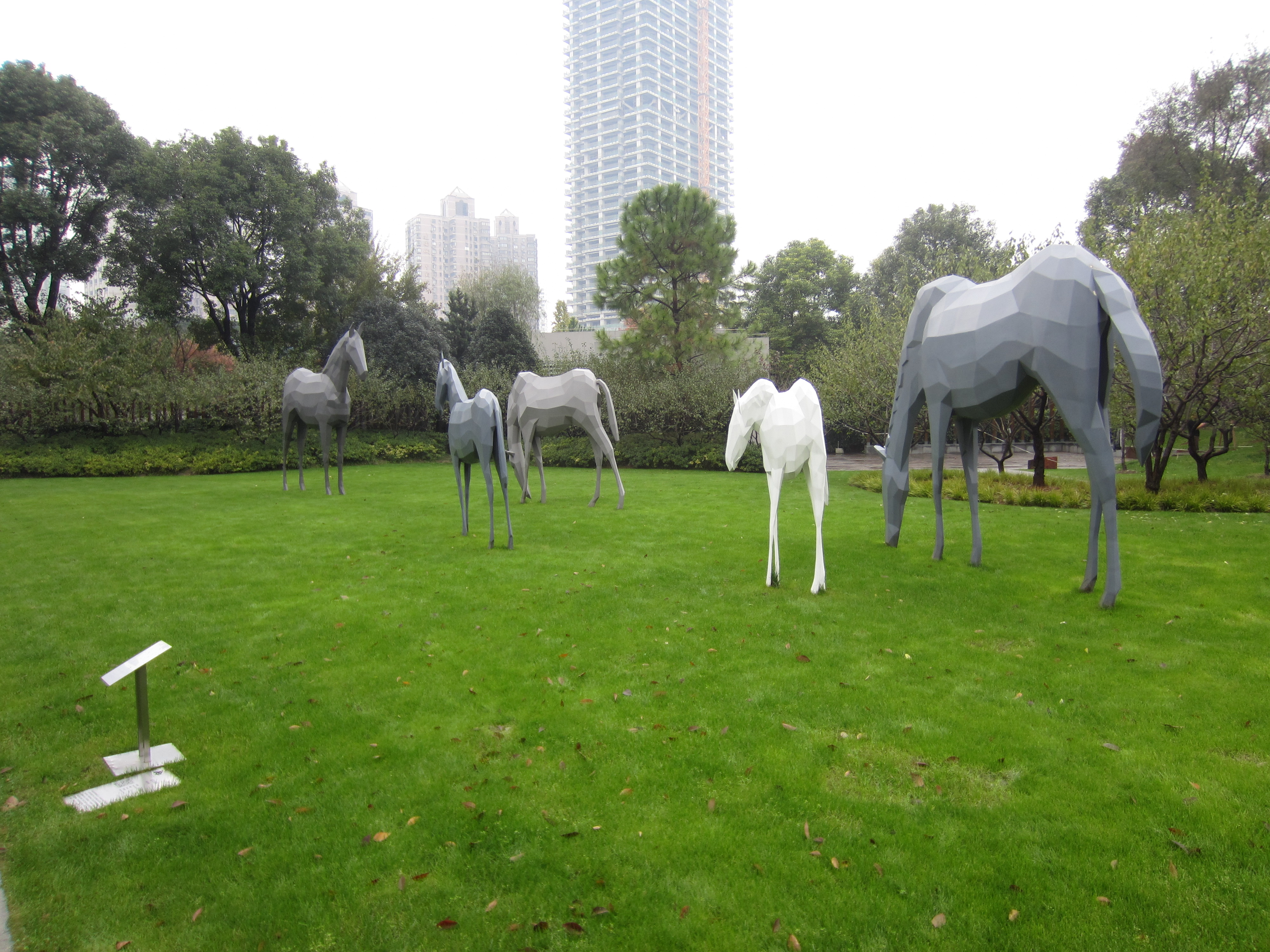
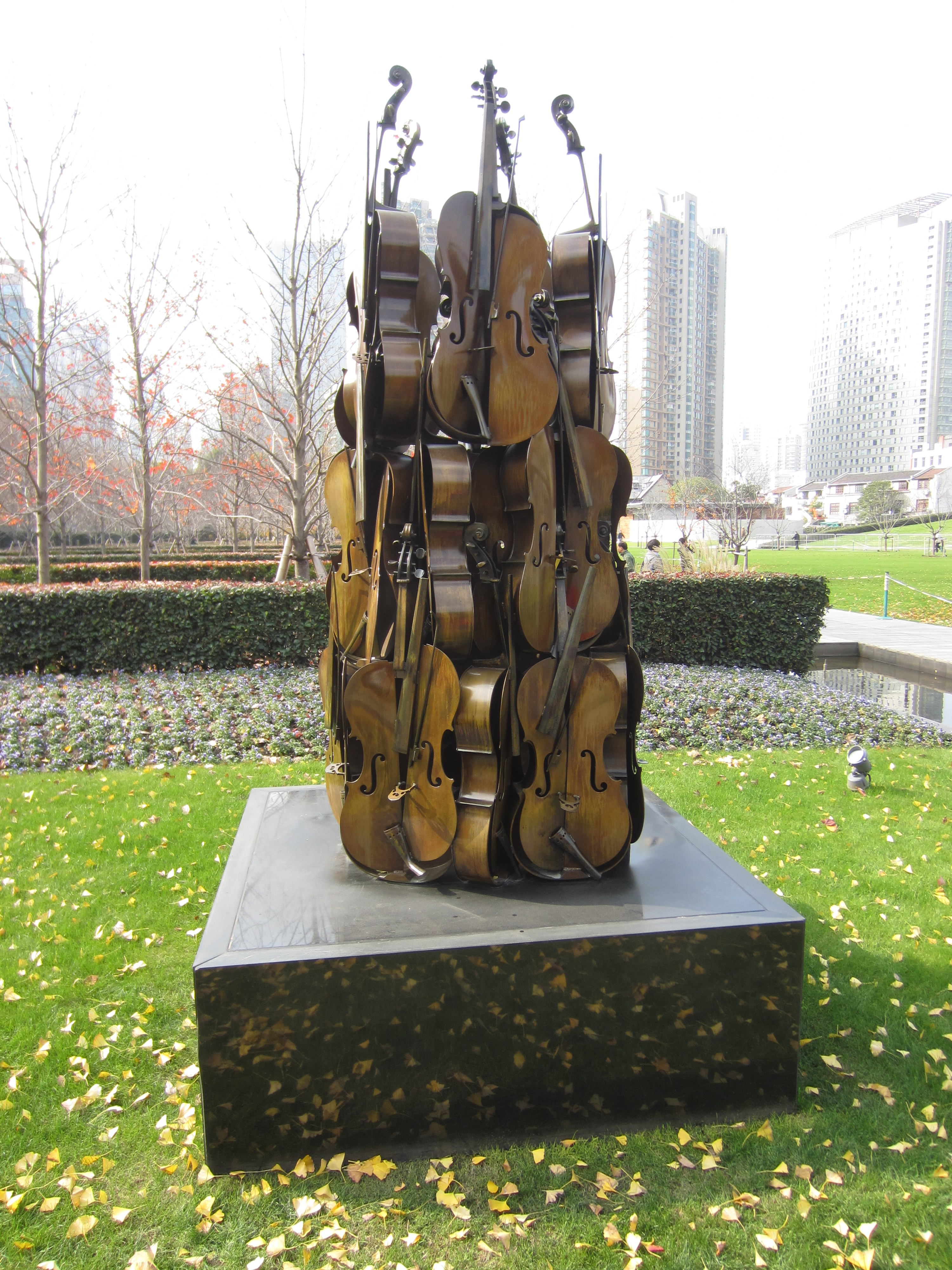
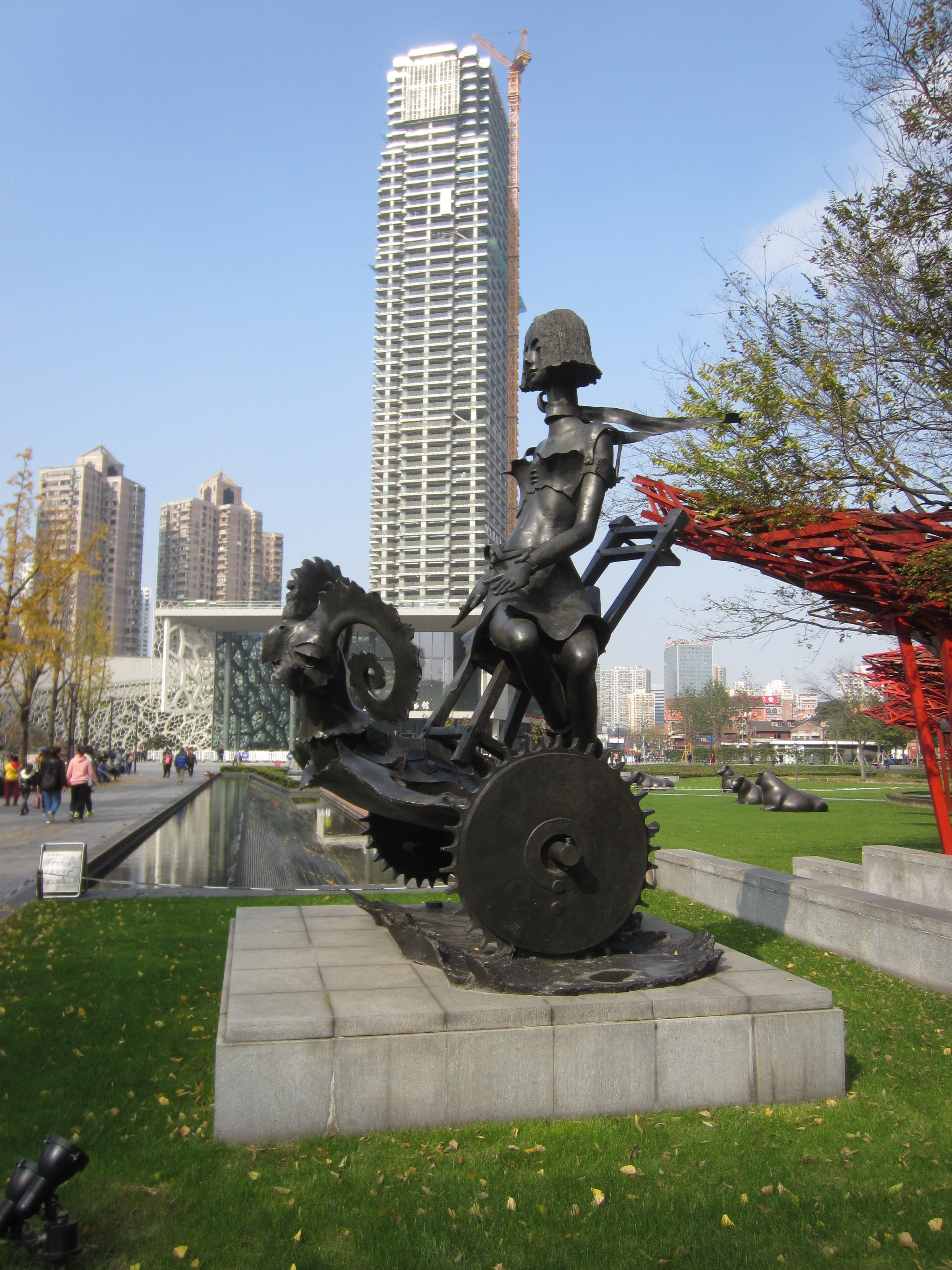